# Three Drives
Three Drives is een Nederlands duo dat actief is in het maken van trancemuziek. Het duo bestaat uit Ton van Empel (DJ Ton T.B.) en Erik de Koning (Enrico) (1971). Het duo is het bekendst onder de naam Three Drives, maar is onder diverse namen actief. Ook solo hebben beide leden vele platen onder diverse namen gemaakt. Het meest bekend is het duo van de hit Greece 2000 uit 1998. 

## Geschiedenis
Ton en Erik brachten in de tweede helft van de jaren negentig diverse singles uit onder een groot aantal namen. De doorbraak van het duo kwam eind 1997 de ep Greece 2000 die ze een deal bij Hooj Choons opleverde. Het titelnummer groeide het jaar daarop uit tot een internationale dancehit. In het Verenigd Koninkrijk wist de plaat tot de top 15 te komen. Dat jaar was Erik de Koning ook betrokken bij de hit Water Verve (Dancesmash op Radio 538) van Mark Van Dale. Three Drivers werd vervolgd door de ep Turkey 2000 (1999) en het album 2000 (1999). De jaren daarna volgden singles als Sunset On Ibiza (2000), Carrera 2 (2002) en Air Traffic (2003) die profiteerden van de populariteit van trance. In 2003 verscheen ook het album Melodies Of The Universe. 
Vanaf 2006 begon het duo wat meer los van elkaar te werken, al gingen ze aanvankelijk niet uit elkaar. Ton van Empel begon een eigen studio en produceerde daar het album Dream By Daylight, dat eind 2006 verscheen. In juni van 2014 besloot Van Empel de groep definitief te verlaten. Erik de Koning blies Three drives in 2016 nieuw leven in met een reeks nieuwe singles.

## Trivia
- Het duo gebruikte aanvankelijk de naam 3 Drives On A Vinyl. Dit vanwege het feit dat beide leden als dj met drie draaitafels werkten. Door verwarring rondom die naam besloten ze die aan te passen naar Three Drives.
- Ton T.B staat voor Ton the Butcher. Deze naam gebruikte Ton van Empel aanvankelijk. Dit zorgde echter voor verwarring doordat velen bij die naam aan een hardcore-dj dachten.[2]

## Discografie

### Hitnoteringen
| Single met eventuele hitnotering(en) in de Nederlandse Top 40 | Datum van verschijnen | Datum van binnenkomst | Hoogste positie | Aantal weken | Opmerkingen                                          |
| ------------------------------------------------------------- | --------------------- | --------------------- | --------------- | ------------ | ---------------------------------------------------- |
| Greece 2000                                                   | 1997                  | 31-10-1998            | tip8            |              | als 3 Drives On A Vinyl / Dancesmash op Radio 538    |
| Water Verve (DJ Quicksilver Remix)                            | 1998                  | 04-07-1998            | 20              | 8            | als Mark van Dale & Enrico / Dancesmash op Radio 538 |

### Albums
- 2000 (1999)
- Automatic City (2003)
- Best Of Three Drives (2008)

### Singles en ep's
- Greece 2000 (1997)
- Turkey 2000 (1999)
- Superfunk (1999)
- Sunset On Ibiza (2000)
- Carrera 2 (2002)
- Air Traffic (2003)
- Signs From The Universe (2004)
- Evolution (2005)
- Together (2008)
- Automatic city (2009)
- Maria (2016)
- Athena (2016)
- Chakra / Beneath The Stars (2016)
- Somewhere Out There (2017)
- Panga (2018)

- International Standard Name Identifier: 0000 0001 2303 0358
- MusicBrainz: 8b26c72c-0162-4cb5-aa9f-c22835988a25
- Virtual International Authority File: 169393230